# Mohamed Lahbub
Mohamed Lahbub –en árabe, محمد لهبوب– (nacido el 10 de julio de 1999) es un deportista marroquí que compite en judo.
Ganó una medalla de plata en los Juegos Panafricanos de 2019 y dos medallas de bronce en el Campeonato Africano de Judo, en los años 2021 y 2023.

## Palmarés internacional
| Juegos Panafricanos | Juegos Panafricanos    | Juegos Panafricanos | Juegos Panafricanos |
| Año                 | Lugar                  | Medalla             | Categoría           |
| ------------------- | ---------------------- | ------------------- | ------------------- |
| 2019                | Rabat (Marruecos)      | Medalla de plata    | –100 kg             |
| Campeonato Africano |                        |                     |                     |
| Año                 | Lugar                  | Medalla             | Categoría           |
| 2021                | Dakar (Senegal)        | Medalla de bronce   | –100 kg             |
| 2023                | Casablanca (Marruecos) | Medalla de bronce   | +100 kg             |